# Paul Maistre
Paul André Marie Maistre (ur. 20 czerwca 1858 w Joinville, zm. 25 lipca 1922) – francuski generał, który walczył podczas I wojny światowej.

## Życiorys
Ukończył Saint Cyr w 1877 roku z pierwszą lokatą w swojej klasie. Później wrócił na uczelnię jako instruktor. Awansował do stopnia kapitana w 1887 roku, majora w 1898 roku, a generała w 1912 roku. W 1914 roku był szefem sztabu francuskiej 4 Armii. Po wybuchu wojny awansował na generała dywizji i objął dowództwo XXI Korpusu, biorąc udział w licznych bitwach na froncie zachodnim. W maju 1917 otrzymał dowództwo 6 Armii po niepowodzeniu ofensywy Nivelle’a. Jednak jego oddziały bojowe zbuntowały się i dały znać o swoim sprzeciwie wobec planowanej ofensywy na linię niemiecką. Do czerwca 1917 roku w 11 z 17 jego dywizji doszło do poważnych niepokojów. Jednak już w październiku 1917 roku przywrócił dyscyplinę i przeszedł do ofensywy. Odniósł zwycięstwo w bitwie pod La Malmaison.
Maistre przez krótki czas dowodził siłami francuskimi we Włoszech, ale wiosną 1918 roku otrzymał dowództwo 10 Armii na froncie zachodnim z rozkazem powstrzymania niemieckiej ofensywy wiosennej. Maistre odegrał główną rolę w lipcowej kontrofensywie aliantów, gdzie dowodził Grupą Armii „Środek”. Był zwycięzcą II bitwy nad Marną. Po wojnie w 1920 został Generalnym Inspektorem Piechoty i pełniąc tę funkcję, zmarł.